# Maris Pacifici

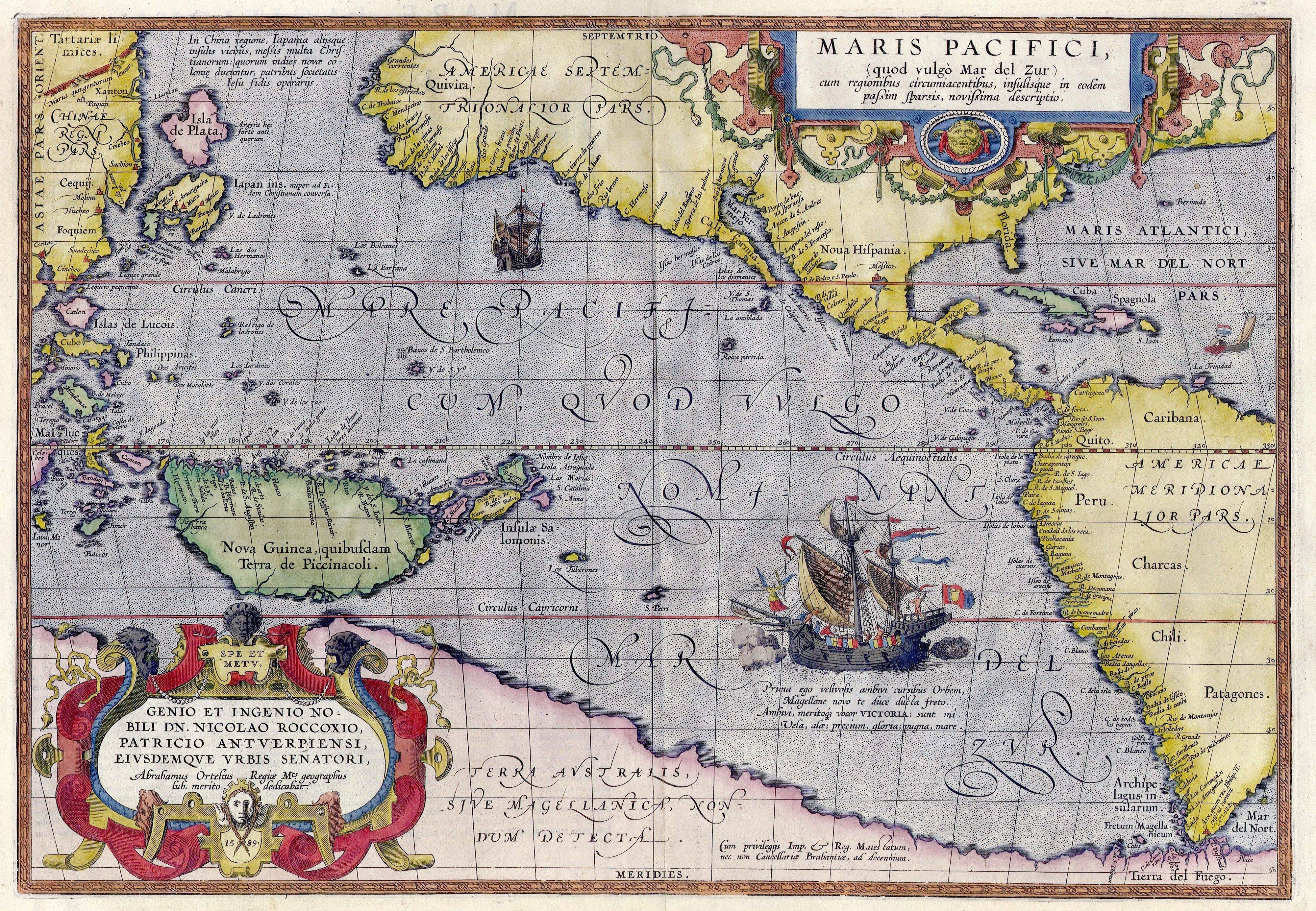

Maris Pacifici (Descriptio Maris Pacifici) war die erste gedruckte Karte des Pazifik.
Die Karte wurde von Abraham Ortelius 1589 gezeichnet. Die Karte basiert auf der Karte Amerikas von Frans Hogenberg aus dem gleichen Jahr und auf der Beschreibung des Vaz Dourado von Japan aus dem Jahre 1568.